# Регіональний ландшафтний парк «Нижньоворсклянський»
Регіональний ландшафтний парк «Нижньоворскля́нський» — регіональний ландшафтний парк в Україні. Розташований у південно-східній частині Полтавської області, у Полтавському районі. До нього входять: долина річки Ворскли з острівною системою в Кам'янському водосховищі (між селами Правобережна та Лівобережна Сокілки, Вільховатка, Орлик, Придніпрянське, Лучки, Світлогірське). Найближчими містами є Кобеляки та Кременчук. 
Площа парку 23200 гектарів. Статус присвоєно 2002 року. Перебуває у віданні: ДП «Кременчуцький лісгосп», Кишенське лісництво (кв. 6—18, 32—65) і Новоорлицьке лісництво (кв. 1, 3—10, 12—16, 19—34, 44, 35, вид. 15—21, 23) — 4473 га, Лучківська с/р — 841,4 га, Світлогірська с/р — 315,7 га, Вільхуватська с/р — 417,5 га, Орлицька с/р — 215,2 га, ПНПУ — 5,2 га (навчальна база), Дніпродзержинське регіональне управління водних ресурсів — 16932 га. 

## Історія створення
Створений відповідно до рішення 4 сесії 4 скликання Полтавської обласної ради від 24.12.2002 року. Створений на базі Лучківського ландшафтного заказника загальнодержавного значення, розташованого у гирлі р. Ворскли на межі між степом та лісостепом. Лучківський заказник (Кобеляцький р-н с. Лучки, Кишеньківське лісництво, кв.6-14) був створений на виконання Указу Президента України від 20.08.1996 року № 715/96.

### Території природно-заповідного фонду у складі РЛП «Нижньоворсклянський»
Нерідко, оголошенню національного парку або заповідника передує створення одного або кількох об'єктів природно-заповідного фонду місцевого значення. В результаті, великий РЛП фактично поглинає раніше створені ПЗФ. Проте їхній статус зазвичай зберігають. 
До складу території регіонального ландшафтного парку «Нижньоворсклянський» входять такі об'єкти ПЗФ України:
- Заказник загальнодержавного значення «Лучківський», ландшафтний.

## Природні особливості
Створений для охорони та збереження природних комплексів річки Ворскли. Територія парку охоплює заплаву та тераси Ворскли, а також низку островів та частину акваторії Кам'янського водосховища. На території парку найбільша площа припадає на водні екосистеми (16889,7 га), ліси займають 4608,0 га, а болота — 183,9 га. У парку типовими є байрачні діброви, степові ділянки, осокові болота та псамофітні (піщані) і галофітні (на солоних ґрунтах) луки. Серед рослинних угруповань виявлено 5, які занесені до Зеленої книги України. 
На території парку 901 вид вищих судинних рослин, з яких 4 включено до Європейського червоного списку рослин, а 19 — до Червоної книги України. Щодо фауни, то тут нараховується 220 видів наземних хребетних тварин, з яких: 9 видів земноводних, 9 видів плазунів, 170 видів птахів та 42 видів ссавців. 22 види є регіонально рідкісними, 16 видів занесено до Червоної книги України. Трапляються тут також 5 видів риб. 
До складу заповідної зони парку входять заказник загальнодержавного значення «Лучківський», заповідне урочище Сокільське (лісовий масив уздовж лівого берегу), ландшафтні заказники місцевого значення: острови Вільховатський, Вишняки, Крамареве, Пелехи та ботанічний заказник місцевого значення Новоорлицькі Кучугури. Зона регульованої рекреації (понад 12 тис. га) розташована у долині та гирлі Ворскли, а також до неї належить акваторія Кам'янського водосховища. До зони стаціонарної рекреації (близько 5 тис. га) входять бази відпочинку та акваторія біля них. До господарської зони (близько 1 тис. га) входять ділянки з лісовими культурами Вишенського лісництва, рибомеліративна станція, фермерське господарство Вільховацького острова.

## Галерея

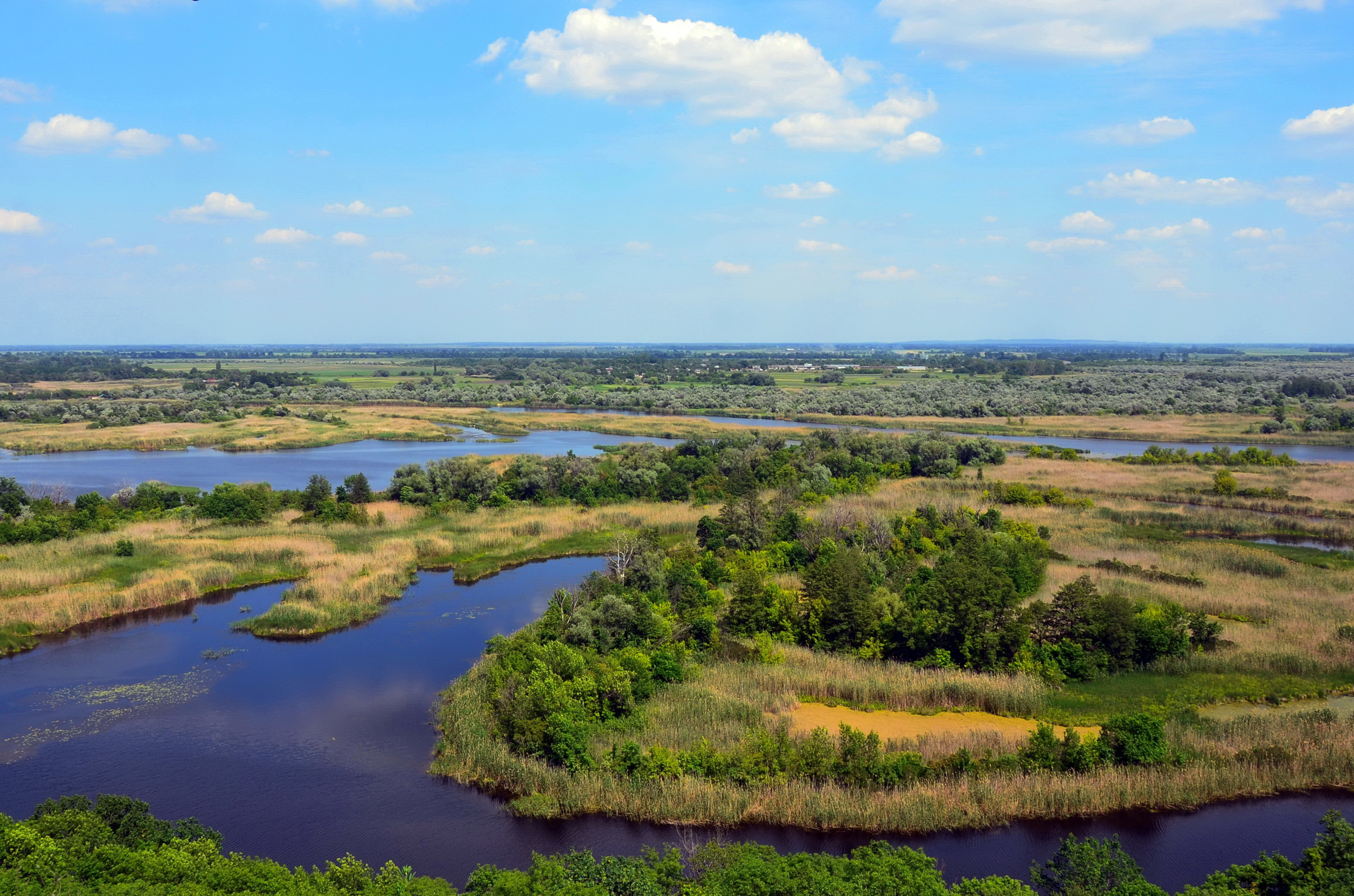
Регіональний ландшафтний парк «Нижньоворскля́нський»
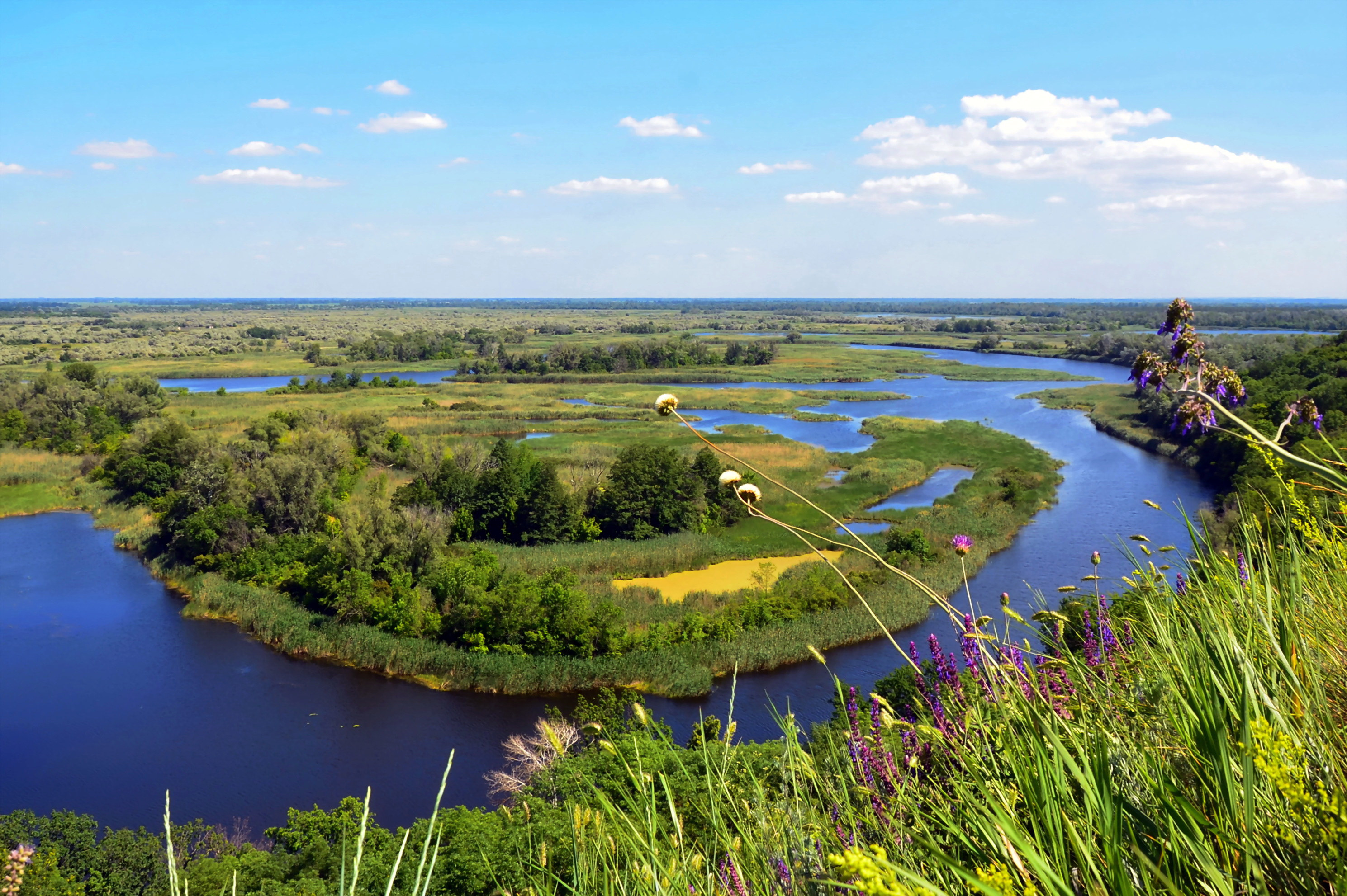
Ракурси ландшафтів
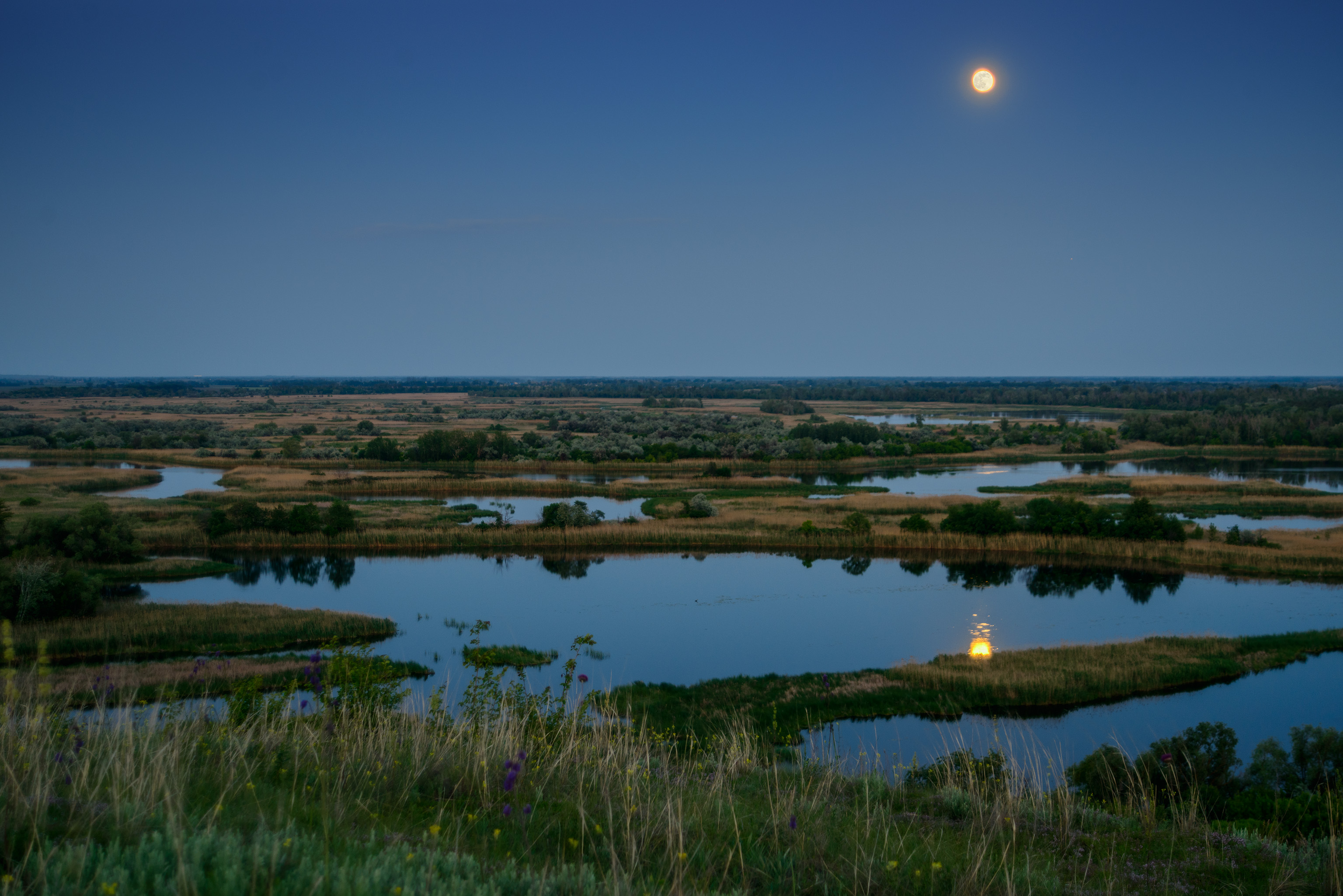
У травні
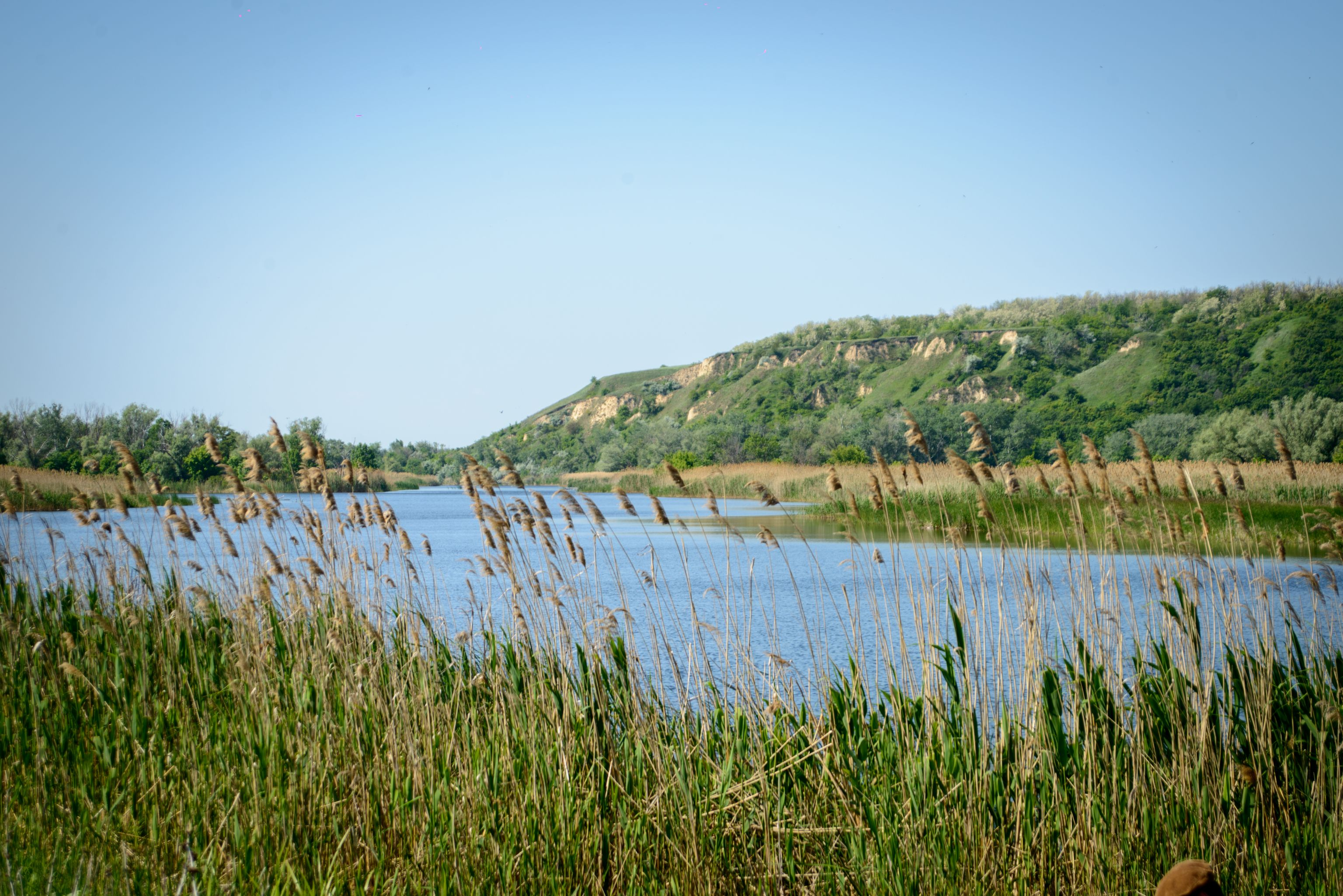
Несе тихі води Ворскла на зустріч з Дніпром
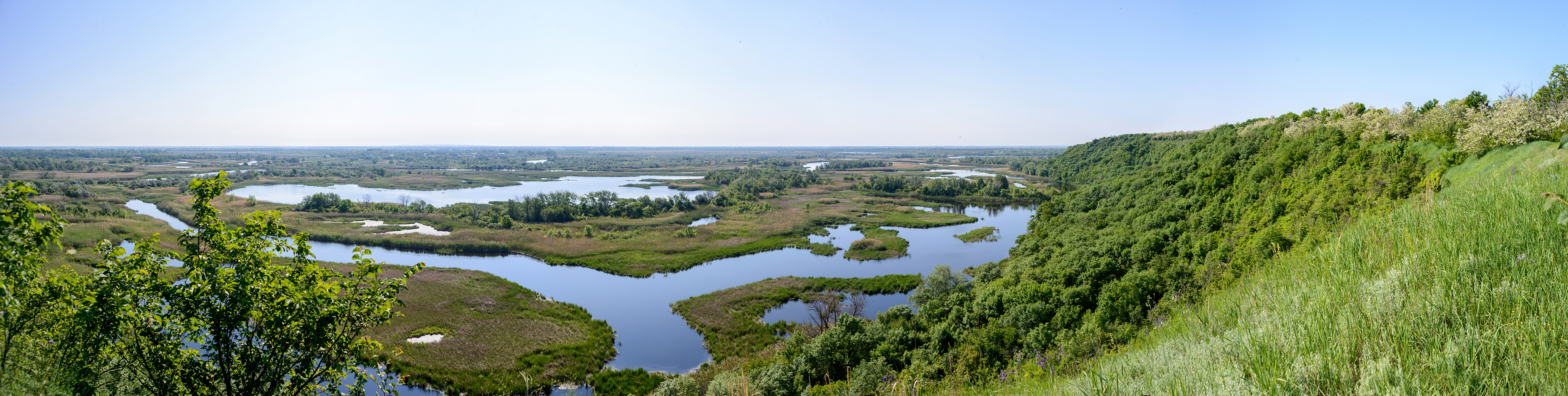
Шавлійні береги
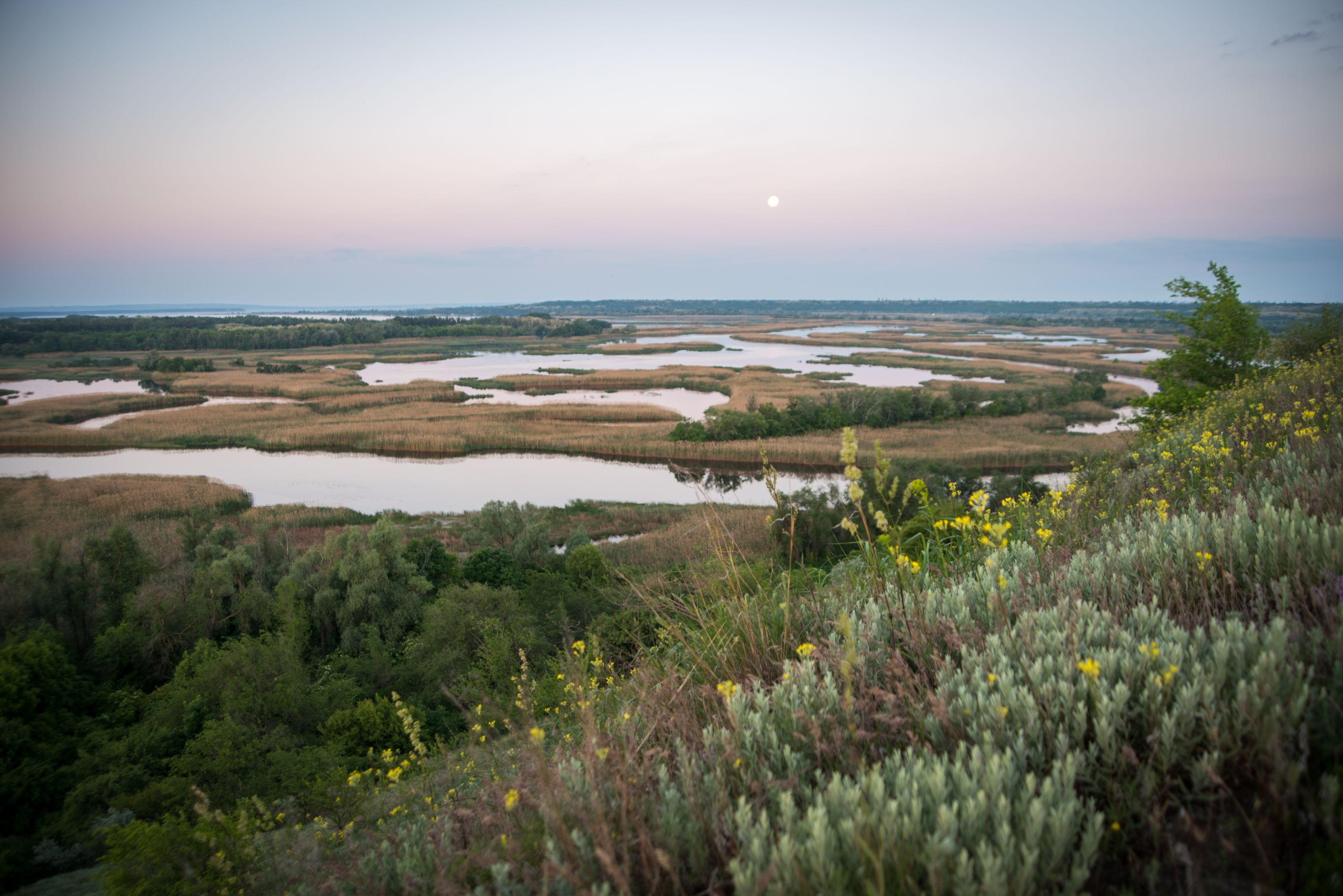
Літні горизонти  Нижньоворсклянського
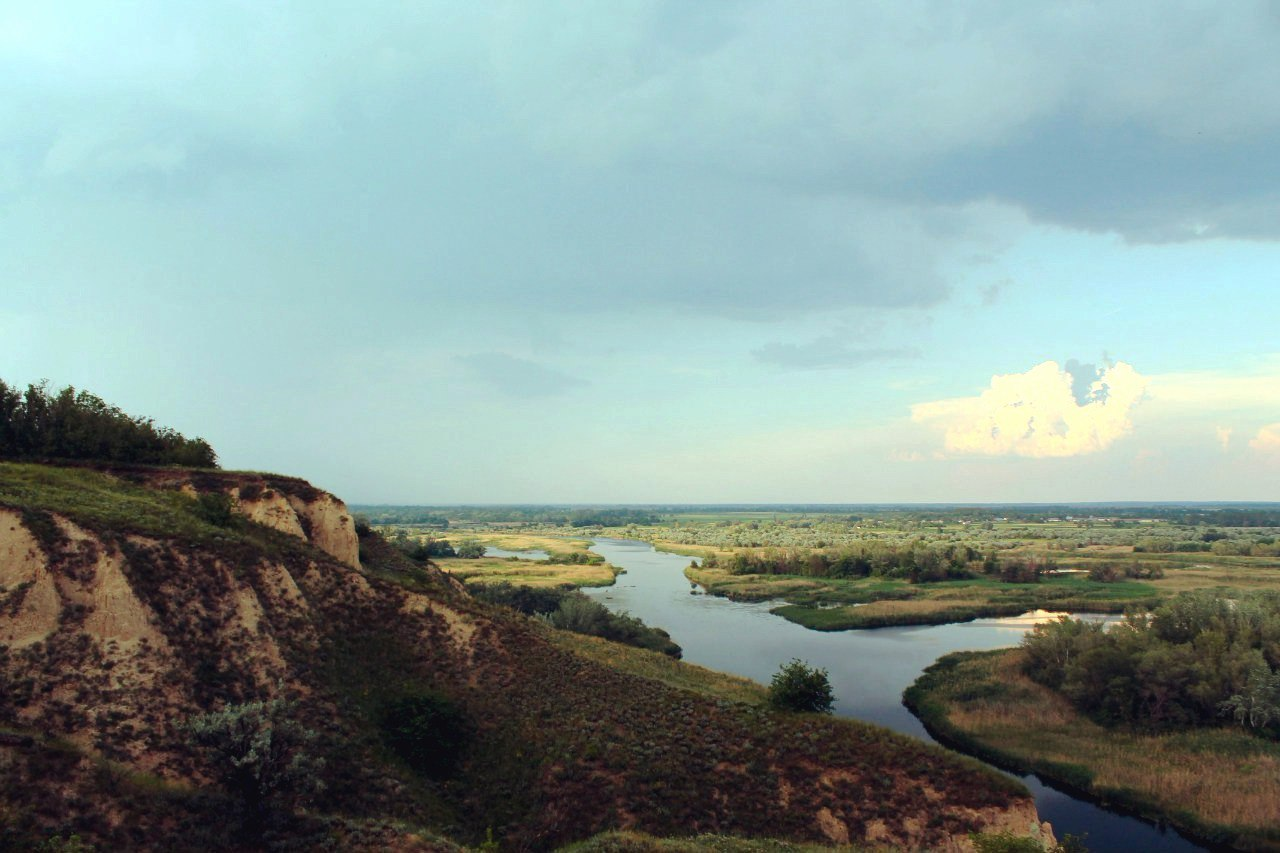
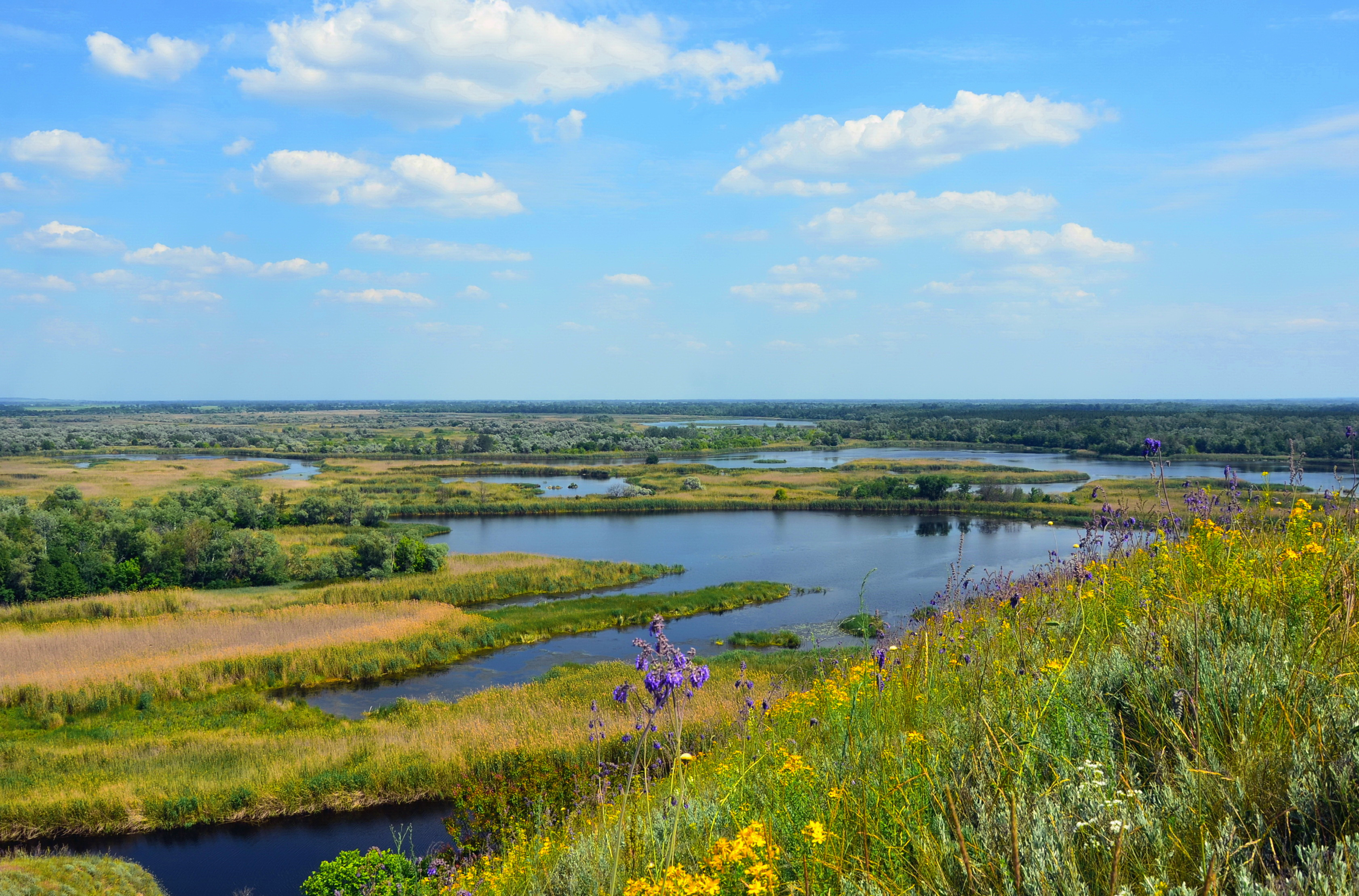
Літні ракурси Нижньоворсклянського
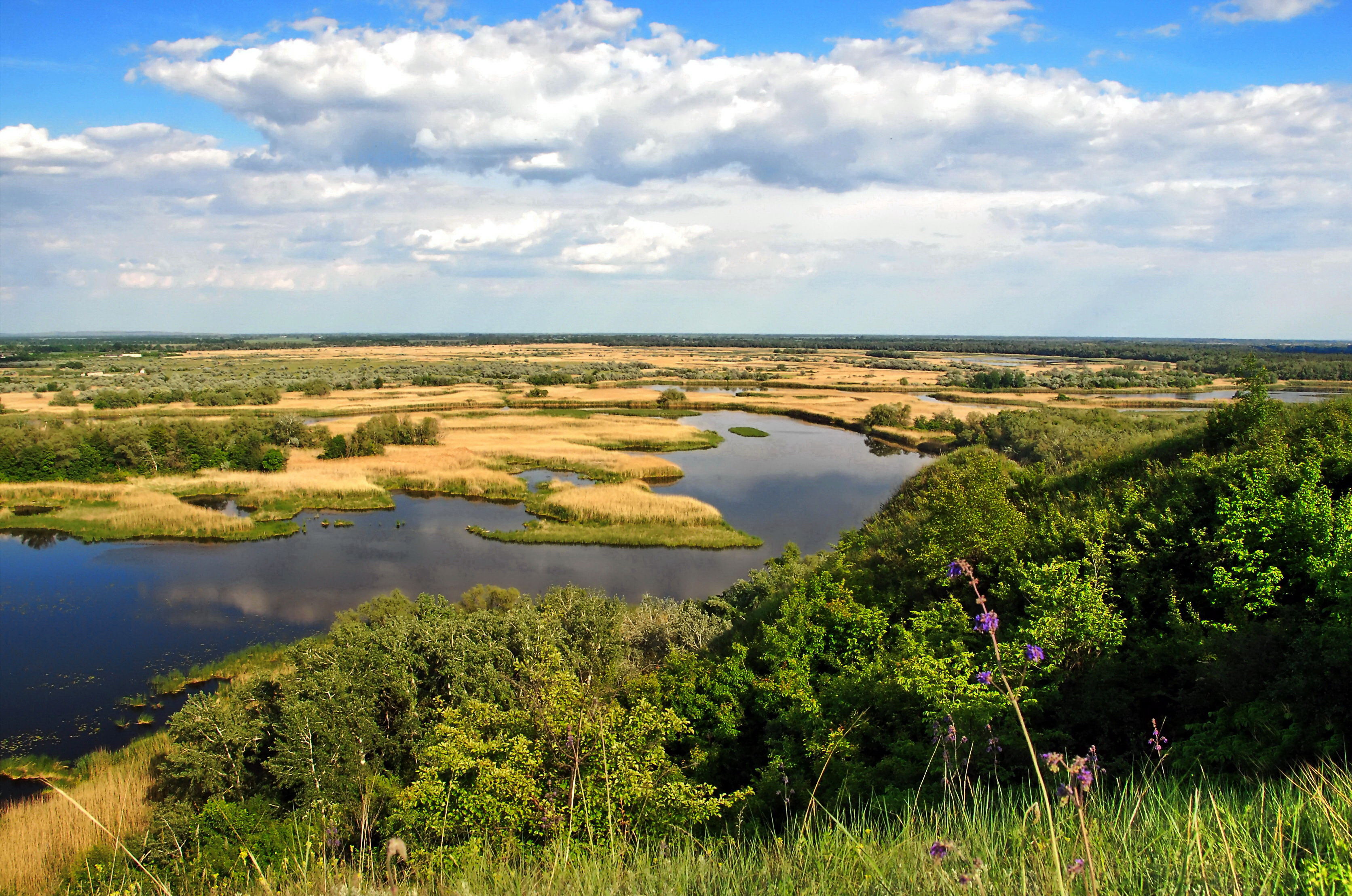
Горизонти літа
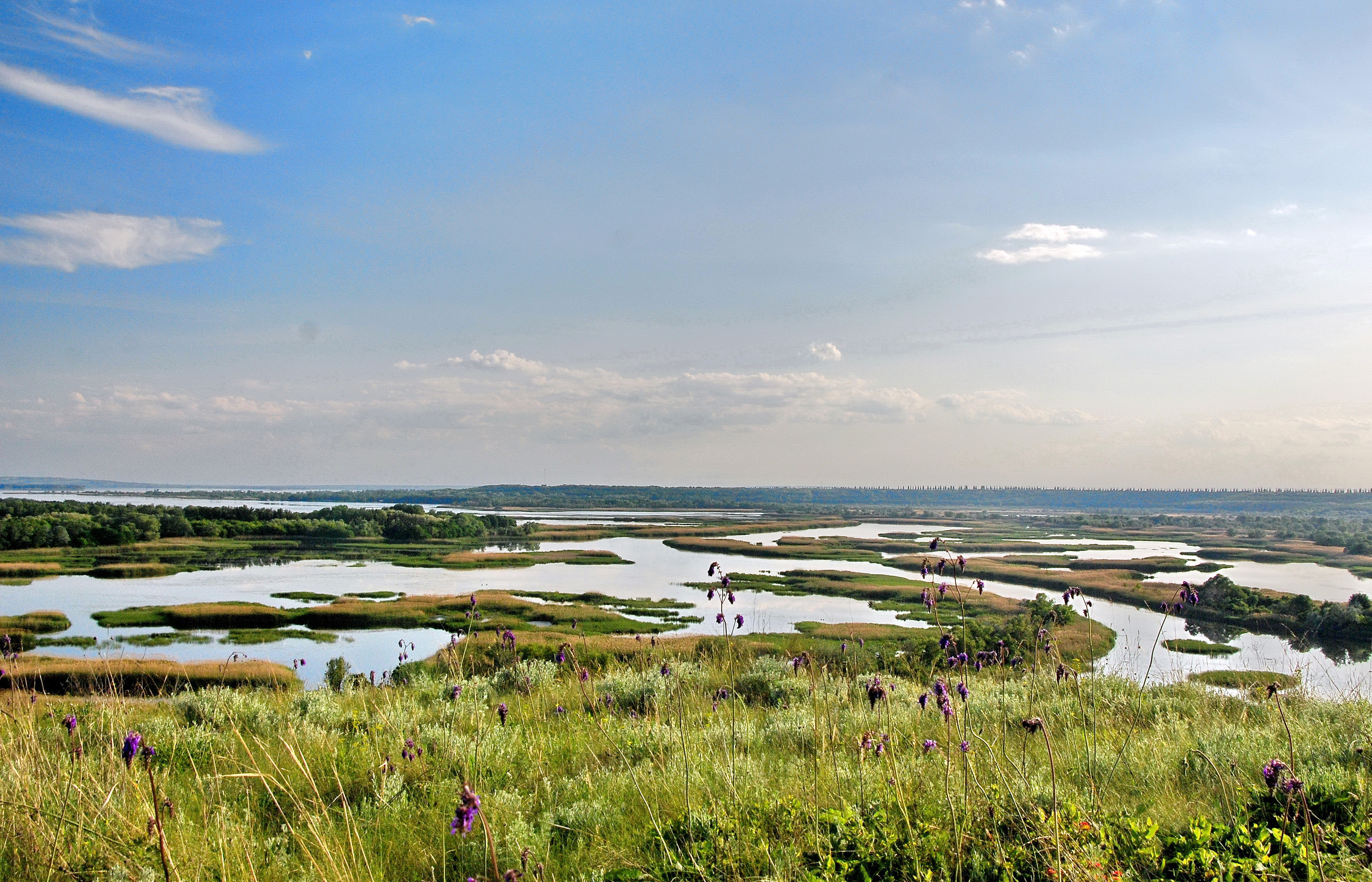
Ворскла єднається з Дніпром
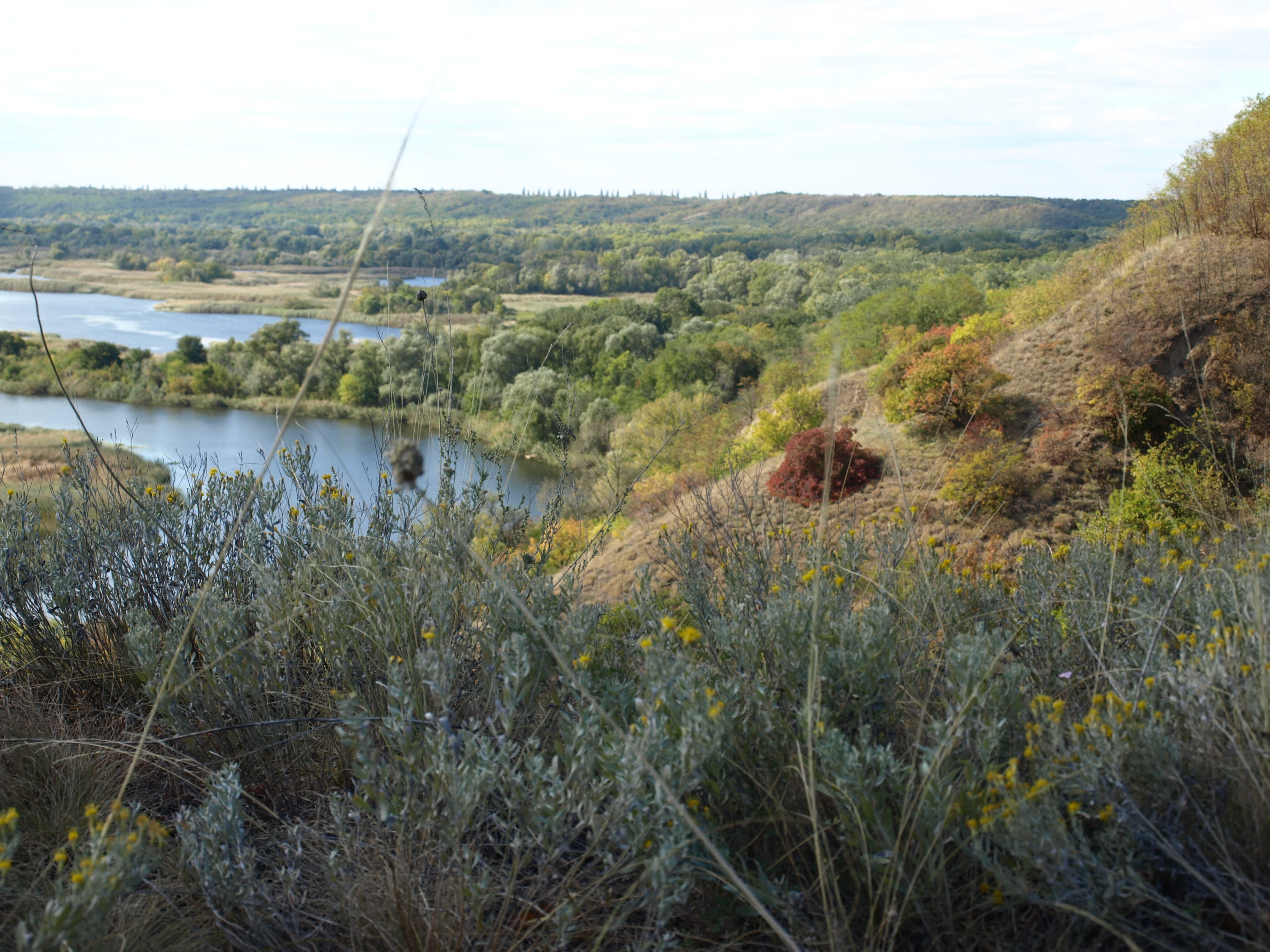
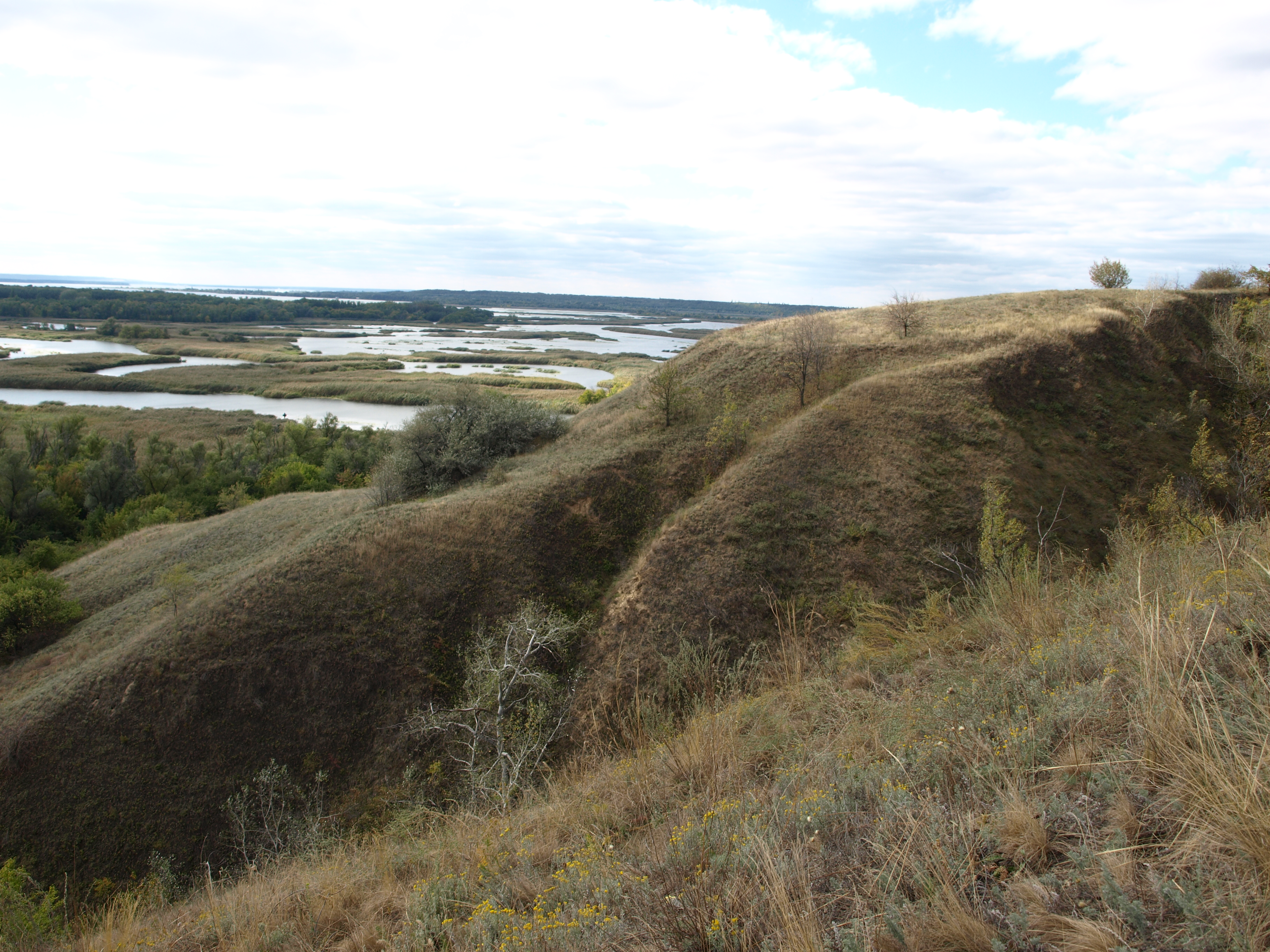